# Černé koráby
Černé koráby (1972–1975, Czarne okryty) je dobrodružný historický román pro mládež polského spisovatele Macieje Słomczyńského, který jej napsal pod pseudonymem Joe Alex. Román se odehrává ve starověku zhruba v 15. století př. n. l. v době, kdy Kréta ovládala Středomoří a je jakousi variací na báji o Argonautech a jejich výpravě za zlatým rounem. 

## Vydání románu
Román nejprve vycházel postupně jako jedenáctidílný cyklus, první souborné (čtyřdílné) vydání je z roku 1978.

### Jedenáctidílné vydání z let 1972–1975
1. Ofiarujmy bogom krew jego (1972, Obětujme bohům jeho krev),
2. Oto zapada noc mroczna (1972. Nastává temná noc),
3. Abyś nie błądził w obcej ciemności (1972, Abys nebloudil v cizích tmách),
4. A drogi tej nie zna nikt (1974, Tuto cestu nikdo nezná),
5. Cień nienawiści królewskiej (1974, Stín královy nenávist),
6. Lew was rozszarpał płowy (1974, Rozsápal je lítý lev),
7. Ciemny pierścień zakrzepłej krwi (1974, Kruh zaschlé krve),
8. Kraina umarłych liści (1975, Krajina mrtvého listí),
9. Posejdon o białym obliczu (1975, Poseidon s bílou tváří),
10. Niechaj umrze o wschodzie słońca (1975, Ať zemře o východu slunce),
11. Sam bądź księciem (1975, Sám buď knížetem).

### Čtyřdílné vydání z roku 1978
1. Ofiarujmy bogom krew jego (Obětujme bohům jeho krev),
2. Cień nienawiści królewskiej (Stín královy nenávisti),
3. Kraina umarłych liści (Krajina mrtvého listí),
4. Sam bądź księciem (Sám buď knížetem).

## Obsah románu
Hrdinou knihy je chlapec z rybářské rodiny z okolí Tróje, který je pro své téměř bílé vlasy nazýván Bělovlasý. Při svém prvním samostatném lovu je však bouří zanesen daleko na moře a je zachráněn fénickým korábem. Fénický kupec jej však prodá s velkým ziskem (pro jeho bílé vlasy, které jsou v jižních zemích raritou) jako otroka do Egypta, kde je určen jako oběť pro krokodýlýho boha Sebeka. Podaří se mu však obludného krokodýla zabít a prchnout, čímž na sebe přivolá kletbu egyptských kněží a je jimi pronásledován.
Dostane se na řeckou pirátskou loď a spřátelí se s jejich náčelníkem Terteem, kterému dokonce zachrání život. Piráti jsou však dostiženi krétskými válečnými loďmi a padnou do zajetí. Když však krétský princ Perivalos spadne nešťastnou náhodou z lodi do moře, Bělovlasý s Terteem jej zachrání. Perivalův otec Vidvojos, bratr krétského krále Mínoa, jim za to daruje svobodu a spřátelí se s nimi. Společně s ním, s jeho synem a dalšími odvážnými mladíky pak plují na lodi Angelos na sever pro jantar.
Král Mínos, který se obává, že ho jeho bratr připraví o trůn, doufá, že se loď z nebezpečné výpravy nevrátí, a aby měl jistotu, požádá trojského krále, aby Vidvoje i s jeho synem, dříve než se dostanou do Černého moře, nechal zavraždit a jejich koráb potopil. Přes všechny úklady se hrdinové s jantarem, připomínajícím zlaté rouno, po mnoha dobrodružstvích vrátí a dozvědí se, že Mínos zemřel, takže novým krále je Vidvojos. 
Po přpiplutí na Krétu však zjistí, že země je v troskách. Před rozbořeným palácem v Knóssu najdou muže, který jim s pláčem vylíčí, jak před osmi dny připlulo k ostrovu velké množství lodí vedených králi ostrovů a krajin, jež dosud odváděly daně Krétě. Nájezdníci v noci přepadli spící palác, ve kterém Théseus, athénský vladař držený spolu s mnoha jinými královskými syny jako rukojmí, zneškodnil palácové stráže a otevřel jim brány. Ti pak zabili každého, koho objevili a palác zničili. Pak obepluli celý ostrov a vyvrátili všechna města, posekali a zapálili zahrady, olivové háje i vinice. Krále Vidvoje tyto události tak zdeptají, že se zabije skokem ze střechy paláce. Jeho syn Perivalos se pak rozhodne odjet s přáteli na Terteův rodný ostrov.

## Česká vydání
- Černé koráby, Albatros, Praha 1979, přeložila Anetta Balajková.